# Bartolomeo da Foggia
Bartolomeo da Foggia (Foggia, ... – ...; fl. XIII secolo) è stato un architetto e scultore italiano del periodo medievale.
Lavorò alla Cattedrale di Foggia, e al Palazzo Imperiale di Federico II, di cui resta qualche rimanenza.
Probabilmente è il padre del noto scultore Nicola di Bartolomeo.